# 張湄
張湄，字鷺洲，號南漪、又號柳漁，浙江錢塘縣（今屬杭州市）人，清朝官員。

## 生平
雍正十一年（1733年），張湄中癸丑科進士，選庶吉士，散館授編修。乾隆六年（1741年）出任巡視台灣監察御史，兼理學政。任內曾平抑米價，改革考試。任滿後，又調任巡漕御史，雲南御史等。他除了為官有所官聲外，書法成就也相當可觀。
乾隆十二年（1747年），福建巡撫上奏朝廷，稱乾隆四年（1739年）以來之歷任巡臺御史除了養廉銀之外，強索各縣輪值供應，而巡臺出巡南北兩路，所有夫車等項均強加各縣措辦，又復濫准差拘，多留胥役，滋擾地方等語。張湄因此以「積習相沿，因循滋弊」罪名被革職留任查辦。

## 诗作
張湄在臺時期留有吟詠風物之作《瀛壖百詠》，原有刊本，後世已不得見。後人輯佚得57首，在《全臺詩》輯張湄在臺詩作，得128首。

## 外部連結
- 張湄 （页面存档备份，存于），台灣文學網。

| 官衔          | 官衔                                          | 官衔          |
| ------------- | --------------------------------------------- | ------------- |
| 前任： 楊二酉 | 巡視台灣監察御史（漢） 乾隆六年（1741年）上任 | 繼任： 熊學鵬 |